# José Maritano
José (Giuseppe) Maritano, PIME (Cumiana, 18 de março de 1915 — 27 de dezembro de  1992) foi bispo católico italiano, membro do Pontifício Instituto para as Missões Estrangeiras. Foi bispo da Diocese de Macapá.

## Biografia
Dom José Maritano ingressou no Pontifício Instituto para as Missões Estrangeiras em 1934 e foi ordenado padre no dia 9 de agosto de 1939. Fez o mestrado em Direito Canônico, tendo começado a lecionar no seminário após o término dos estudos. Pretendia ser missionário no Oriente, mas devido a Segunda Guerra Mundial, foi enviado ao Brasil, chegando em 1946, com o Pe. Aristides Pirovano. Assumiu em 1947 a capelania de um Mosteiro de Freiras de Clausura em Cotia. De 1948 a 1958, Pe. Maritano tornou-se pároco em Assis, até ser nomeado Superior dos padres do PIME na Amazônia. Ao se mudar para Manaus, assumiu a Cura Pastoral da Paróquia de Nazaré, cuidando inclusive do leprosário local. Serviu em Manaus até ser nomeado para Macapá.
Em 29 de dezembro de 1965, o Papa Paulo VI o nomeou Bispo Titular de Castra Severiana e segundo Prelado de Macapá. Recebeu a ordenação episcopal no dia 19 de março de 1966, das mãos de Dom Sebastiano Baggio, núncio apostólico no Brasil, coadjuvado por Dom Alberto Gaudêncio Ramos, Arcebispo de Belém do Pará, e Dom Aristide Pirovano, PIME, prelado emérito de Macapá.
A partir de 1968, iniciou o processo de implantação do modelo pastoral das Comunidades Eclesiais de Base; por isso, enfrentou problemas tanto com o governo militar quanto com a parte conservadora da Igreja. Dom José Maritano renunciou à sé titular de Castra Severiana em 26 de maio de 1978. Em 5 de março de 1981, em decorrência da elevação da Prelazia Territorial de Macapá a diocese, tornou-se o primeiro Bispo de Macapá.
Em 31 de agosto de 1983, o Papa João Paulo II aceitou o pedido de renúncia ao múnus episcopal de Giuseppe Maritano. Após isso, foi trabalhar na Colônia Hanseniana de Marituba-Ananindeua. Faleceu em Roma.

## Ordenações episcopais
Dom José Maritano foi concelebrante da ordenação episcopal de:
- Dom Angelo Maria Rivato
- Dom Angelo Frosi